# Science-Fiction-Jahr 1899
Übersicht

◄◄ | ◄ | 1895 | 1896 | 1897 | 1898 | Science-Fiction-Jahr 1899 | 1900 | 1901 | 1902 | 1903 | ► | ►►

Weitere Ereignisse

## Neuerscheinungen Literatur
| Deutscher Titel                                       | Deutschsprachiges Erscheinungsjahr | Originaltitel          | Autor                       | Anmerkungen                       |
| ----------------------------------------------------- | ---------------------------------- | ---------------------- | --------------------------- | --------------------------------- |
| Automatopolis. In der Zukunftsgesellschaft von Morgen | –                                  | –                      | Ferdinand Gross             |                                   |
| Der schweizerische Sozialstaat                        | –                                  | –                      | Paul Pflüger                |                                   |
| Der Weltuntergang                                     | –                                  | –                      | Rudolph Falb                |                                   |
| Die Y-Z-Strahlen des Professors Dr. Antinom           | –                                  | –                      | Laifo                       |                                   |
| Frau Luna (Operette)                                  | –                                  | –                      | Paul Lincke                 |                                   |
| Gross-Deutschland                                     | –                                  | –                      | Christianus Augustanus III. |                                   |
| Im Zukunftsstaate (Theaterstück)                      | –                                  | –                      | Florian Wengenmayr          |                                   |
| Moxons Herr und Meister                               | 1963                               | Moxon’s Master         | Ambrose Bierce              |                                   |
| Planetenfeuer                                         | –                                  | –                      | Max Haushofer Jr.           |                                   |
| Wenn der Schläfer erwacht                             |                                    | When the Sleeper Wakes | H. G. Wells                 |                                   |
|                                                       |                                    | The Violet Flame       | Fred T. Jane                |                                   |
|                                                       |                                    | A Rainha do Ignoto     | Emília Freitas              | erste weibliche Utopie Brasiliens |

## Geboren
- Hans Theodor Brik († 1982)
- Axel Eggebrecht († 1991)
- Laurence Manning († 1972)
- Lao She († 1966)
- Paul Eugen Sieg († 1950)
- R. F. Starzl († 1976)